# Fläckporing
Fläckporing (Antrodia albobrunnea) är en svampart som först beskrevs av Lars Gunnar Torgny Romell, och fick sitt nu gällande namn av Leif Ryvarden 1973. Enligt Catalogue of Life ingår Fläckporing i släktet Antrodia,  och familjen Fomitopsidaceae, men enligt Dyntaxa är tillhörigheten istället släktet Antrodia,  och familjen Meripilaceae. Arten är reproducerande i Sverige. Inga underarter finns listade i Catalogue of Life.